# 1693

## Esdeveniments
- 9 de gener - Un terratrèmol destrueix seixanta pobles i llogarrons de Sicília causant la mort a més de 50.000 persones.

## Naixements
Països Catalans
Resta del Món
- 5 de març, Basilea (Suïssa): Johann Jakob Wettstein, teòleg suís (m. 1754).
- 15 d'octubre, Alemanya, Franz Caspar Schnitger, orguener, fill d'Arp Schnitger
- 22 de novembre, Xinghua, JIangsu (Xina): Zheng Xie (xinès: 鄭燮) també conegut com a Zheng Banqiao, fou un pintor, cal·lígraf i escriptor xinès (m.1765).[1]

## Necrològiques
Països Catalans
Resta del Món
- 6 de gener, París: Marguerite Hessein de la Sablière, salonnière francesa, mecenes i filòsofa (n. 1640).[2]
- 16 de maig, Goa (Xina): Philippe Couplet, també conegut com a Philip Couplet o Philippus Couplet, jesuïta flamenc, missioner a la Xina de la dinastia Qing durant el regnat dels emperadors Shunzhi i Kangxi (n. 1623).[3]
- 25 de maig, París: Madame de La Fayette, escriptora, autora de la primera novel·la històrica francesa, La princesa de Clèves (m. 1693).[4]
- 17 de desembre, Gdańsk, Polònia: Elisabeth Hevelius, astrònoma polonesa, coneguda com la "mare de la topografia lunar" (n. 1647).[5]